# Aker H-6

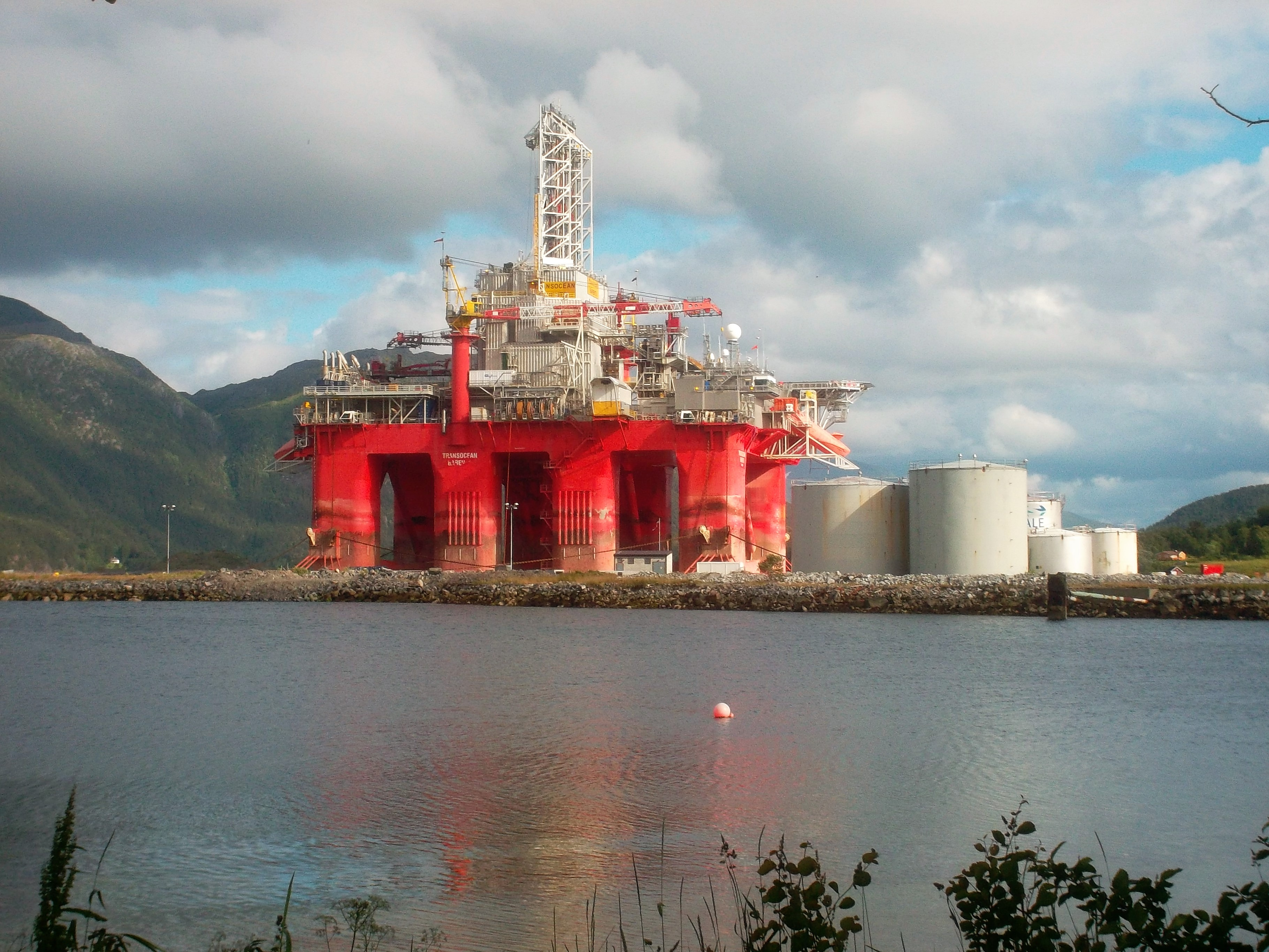
De Transocean Barents, origineel de Aker Barents

De Aker H-6 is een ontwerp van halfafzinkbare platforms van Aker. Het ontwerp bestaat uit twee pontons met daarop elk vier kolommen en een rechthoekig dek. Het is gebaseerd op de Aker H-3 en H-3.2.

## Aker H-6-serie
| Naam             | Werf                            | Jaar | IMO-nummer |
| ---------------- | ------------------------------- | ---- | ---------- |
| Aker Spitsbergen | Dubai Drydocks / Aker Solutions | 2009 | 8768517    |
| Aker Barents     | Dubai Drydocks / Aker Solutions | 2009 | 8768854    |